# Новик Михайло Михайлович
Миха́йло Миха́йлович Но́вик (нар. 2 квітня 1949, c. Калинівка Носівського району  Чернігівської області) — український журналіст і письменник. Заслужений журналіст України (2010). Член Національної спілки журналістів України (з 1980).

## Життєпис
Народився в селі на Чернігівщині. Вищу освіту здобув на факультеті журналістики Київського державного університету імені Тараса Шевченка, який закінчив 1973-го.
Працював завідувачем сектору преси Мінмісцевпрому УРСР, у редакції газети «Молодь України», у 1975—1982 роках — в інформаційному агентстві ТАРС—РАТАУ (старший редактор, оглядач). Згодом — старший референт-редактор Київського міськвиконкому (1982—1989). У 1990—1992 роках — у журналі «Україна», потім на творчих посадах у «Профспілковій газеті» (видання Федерації профспілок України, засноване  1990-го), у створенні якої брав участь разом із групою незалежних журналістів.
У лютому 1992 року обраний першим заступником голови Спілки журналістів України, одночасно впродовж п'яти років був секретарем СЖУ.
У 1997—1999 роках працював керівником пресслужби АКБ «Правекс Банк». З 2000 року — президент спеціалізованого благодійного фонду «Репортер». Перебуваючи на останній посаді, 3 січня 2003-го в Києві зазнав нападу трьох осіб і був жорстоко побитий.
У 2006—2007 роках — помічник голови Державної судової адміністрації України, головний редактор журналу «Вісник Державної судової адміністрації України». Від січня 2008-го — прессекретар Вищого господарського суду України.
Позапартійний. У жодній партії ніколи не був.

## Творчість
Автор літературно-художньої збірки новел, оповідань, коротких повістей, есе «Медовий місяць» (2012), співавтор кількох книжок.
Як журналіст публікувався переважно в українській періодиці, співпрацював з інформаційними агентствами, редакціями телебачення і радіо.

## Нагороди, відзнаки
- Почесне звання «Заслужений журналіст України» (2010)[3].
- Відзнака ТАРС (за часів СРСР).